# Tanjungwangi (Cijambe)
Tanjungwangi is een bestuurslaag in het regentschap Subang van de provincie West-Java, Indonesië. Tanjungwangi telt 7487 inwoners (volkstelling 2010).